# Pentagonica trivittata
Pentagonica trivittata är en skalbaggsart som beskrevs av Pierre François Marie Auguste Dejean. Pentagonica trivittata ingår i släktet Pentagonica och familjen jordlöpare. Inga underarter finns listade i Catalogue of Life.